# Трети върховен състав на Народния съд
Третият състав на Народния съд съди българските участници в разследването на Катинското клане и Виницката трагедия, като още в началото обвинителят заявява, че „процесът има чисто международен характер и е от голямо международно значение“. Трябва да се защити СССР от заключението на международната комисия от април 1943 г. и да се потвърди съветската теза от януари 1944 г., че убийствата са извършени по-късно от хитлеристките войски.

## Състав

### Председател
- Борис Лозанов Кьосев

### Членове
- Иван Георгиев
- Борис Добрев
- Неделчо Бранев
- Софрони Д. Ставрев
- Магдалина Баръмова
- Стоянка Ангелова Гешкова
- Борис Хаджижелезков
- Ефтим Стоицев Янев
- Алипи Андреев
- Ненчо Нейчев
- Станимир Дончев
- Иван Раденков.

### Народен обвинител (прокурор)
- Димитър Вапцаров

## Подсъдими
- доктор Марко Антонов Марков
- доктор Георги Минчев Михайлов
- архимандрит Йосиф Диков
- архимандрит Николай Кожухаров
- архимандрит Стефан Николов
- Борис Григоров Коцев

## Процес
Българските участници в комисията според обвинението били „станали оръдие на германския пропаганден монтаж“. Чрез главния обвиняем доц. д-р Марко Марков, участник в международната комисия за разследване на Катинското клане и подписал заключението ѝ, и обвиняемия д-р Георги Михайлов, участник в тази за разследване на масовите убийства във Виница и подписал нейното заключение, трябва да се докаже неверността на заключителните експертизи на двете международни комисии и да се потвърди съветската теза.
Замисълът на процеса е постигнат. Пред Народния съд д-р Марков казва, че се е подписал под натиска на германските лекари и страхувайки се за живота си. Оправдан е, по думите на прокурора Борис Вапцаров носел една морална отговорност. Д-р Михайлов заявява, че смята заключението на комисията за неотразяващо истината, под ръководството на германските лекари тя е монтирала обвинението, за да хвърли вината на съветските наказателни органи. Той също е обявен за невинен.
Тримата архиепископи и бившият директор на националната пропаганда Борис Коцев са обвинени, че са участвали в комисията и са допринесли за провеждане на политиката на тогавашното правителство, „несъвместима със задълженията на България като неутрална страна към Съветския съюз“. И четиримата са подкрепили заключението на комисията и са разказали пред Радио Донау за това, което са видели. Борис Коцев е публикувал материали във в. „Зора“ за убийствата във Виница и е окачествен от Димитър Вапцаров като „злостен противник на Съветския съюз“. Архимандрит Николай е обявен за „поклоник на Хитлер“, тъй като във сп. „Идеи и дела“ (I, 1943) пише, че  „лозунгите, в името на които бе извършена революцията - свобода, равенство, братство, бяха безсрамно профанирани“; вината на архимандрит Стефан е също в неговия антиболшевизъм: написал е в „Търновски епархийски вестник“, че „Сталин потиска светата руска земя много по-жестоко, отколкото Иван Грозни и татарските ханове“.

## Присъди
- доктор Марко Антонов Марков – невинен[4]
- доктор Георги Минчев Михайлов – невинен[4]
- архимандрит Йосиф Диков – 1 година лишаване от свобода и глоба от 50 000 лева, лишаване от права за две години.[5]
- архимандрит Николай Кожухаров – 5 години строг тъмничен затвор, глоба 100 000 лева, лишаване от права за осем години. Движимото и недвижимото му имущество се отнема в полза на държавата.[4]
- архимандрит Стефан Николов – 3 години строг тъмничен затвор, глоба 100 000 лева и лишаване от права за пет години. Движимото и недвижимото му имущество се отнема в полза на държавата.[4]
- Борис Григоров Коцев – 5 години строг тъмничен затвор, глоба 100 000 лева, лишаване от права за осем години. Движимото и недвижимото му имущество се отнема в полза на държавата.[4]